# Dikotomi

Illustration av en dikotomi som här illustreras av två separata grupper. Att dikotomisera en samling av objekt innebär att vart och ett av dessa objekt kommer att tillhöra antingen grupp A eller grupp B. A och B är äkta delmängder till den ursprungliga mängden.

Dikotomi innebär en uppdelning av en helhet i två separata delar. Delarna är alltså:
- gemensamt uttömmande: allt måste höra till ena delen eller den andra, och
- ömsesidigt uteslutande: ingenting kan samtidigt tillhöra båda delarna.

De två delarna som har bildats är varandras komplement. 
Inom logiken är delarna varandras motsatser, så att om den ena halvan innefattar ett påstående utesluts detta från den andra halvan, lagen om det uteslutna tredje.  Påståenden med en inneboende självmotsägelse, exempelvis "Jag ljuger nu" leder till Russells paradox. 
Termen har en lång rad användningsområden, bland annat inom naturvetenskap och argumentationsanalys.

## Etymologi
Termen kommer från grekiskans dichotomia (tudelad): dich- vilket är en form av dicha och betyder: i två, isär och tomia- en kombinerad form med innebörden skärning, snitt och ingrepp av ett objekt.

## Falsk dikotomi
Falsk dikotomi, eller falskt dilemma,  är ett argumentationsfel där talaren förutsätter
- att det bara finns två möjliga alternativ (trots att båda dessa alternativ är felaktiga, eller att de två alternativen inte behöver utesluta varandra)
- att man måste välja ett av dem (trots att det finns flera alternativ, eller att man inte behöver välja alls)

Filosofen Charles Sanders Peirce var skeptisk mot dikotomier. Han menade att det var felaktigt att utgå från duala sammanhang och att det dikotoma tänkandet försvårade att lösa det underliggande problemet.

### Exempel
I en dikotomi kan det bara existera två teorier. Förkastas den ena teorin måste den andra teorin vara riktig. Ett förekommande exempel är skapelseläran (i en bokstavstroende tolkning) och evolutionsläran (Kreationism och Darwinism). Om den underliggande primissen är att inga andra möjligheter finns, så blir bevis mot kreationismen bevis för evolutionen eller tvärtom. Emellertid är det en falsk dikotomi att anse att skapelsen (i vid bemärkelse) och evolutionen skulle utesluta varandra, eftersom det finns nyanser av dessa uppfattningar som försöker förena dem, exempelvis teistisk evolution.
Även "Du är antingen min vän eller min fiende" är ett exempel som har använts. Ett känt nutida exempel är USA:s dåvarande president George W. Bush som efter 11 september-attackerna 2001 sade "Every nation, in every region, now has a decision to make. Either you are with us, or you are with the terrorists."
FN:s generalsekreterare António Guterres sade 2022 att "We have a choice, collective action or collective suicide."

### Betydelse i forskningssammanhang
Inom forskning är det viktigt att inte hamna i en falsk dikotomi då resultatet kan bli missvisande på grund av felaktigheter i logiskt resonemang. Detta kan leda till fel slutsats, eller påvisar ett argument som är ogiltigt. Forskaren förkastar alternativ A och antar att alternativ B är det enda rätta och att det inte finns några andra alternativ. För att tydliggöra detta ger Statens beredning för medicinsk utvärdering (SBU) några exempel på resonemang som rekommenderas inom medicin/vården för att man inte ska hamna i en falsk dikotomi:
- "Forskning som är utförd på gruppnivå behöver inte gälla på individnivå, eller tvärtom".
- "Brist på bevis eller bristfällig effekt innebär inte att påståendet är felaktigt".
- "Att det saknas motbevis betyder inte heller att påståendet är sant".
- "Frånvaro av biverkningsrapporter av en viss behandling betyder inte att behandlingen är fri från biverkningar".
- "Att hjälp till rökstopp sällan fungerar betyder inte att sådan insats är meningslös".

## Dikotomi som begrepp inom samhälls- och genusvetenskap
Dikotomi betecknar inom samhällsvetenskaperna någonting som är delat i två motsatta kategorier. Ett exempel inom genusteori är idén om en binär könsuppfattning, där kvinnor och män ses som två kategorier med egenskaper (kvinnliga och manliga) som är motsatta och ömsesidigt uteslutande. Med en sådan könsuppfattning finns det inte utrymme för nyanser eller mellanting, och modellen utesluter personer (ca 0,4%) som identifierar sig som varken kvinna eller man (icke-binär). I en världsbild präglad av dikotomier är det vanligt att inte bara se kategorier som motpoler, utan att också skapa hierarkier mellan dem.[källa behövs] Detta kan illustreras genom teorin om genussystemet, enligt vilken varje samhälle skapar och upprätthåller en ordning där kvinnor och män tillskrivs olika uppgifter, roller och positioner.[källa behövs] Det kan yttra sig bland annat i en könssegregerad arbetsmarknad, där kvinnor och män befinner sig i olika sektorer.[källa behövs]
Ekofeministiska och postkoloniala forskare har utformat teorier som vidare beskriver hur en världsbild präglad av dikotomier har legitimerat olika dominansförhållanden och förtryck: människans herravälde över naturen, patriarkala samhällsordningar, såväl som kolonialismen och rasismen. Genom historien har det ena ledet i varje av dessa motsatspar (dikotomi) överordnats det andra, så att det bildas associationskedjor av över- och underordning.